# آمي يوشيدا
آمي يوشيدا (باليابانية: 吉田アミ) هي مغنية يابانية، ولدت في 13 مايو 1976.

## وصلات خارجية
- الموقع الرسمي
- آمي يوشيدا على موقع ميوزك برينز (الإنجليزية)
- آمي يوشيدا على موقع ديسكوغز (الإنجليزية)